# Fédération environnement durable
Pour les articles homonymes, voir FED.
La Fédération environnement durable (FED) est une association française créée en 2007 s'opposant au développement de l'énergie éolienne en France.  

## Historique
La fédération est créée le 21 janvier 2007. En 2018, elle demande aux pouvoirs publics un moratoire pour stopper l'implantation d'éoliennes industrielles.
En février 2016, elle suggère au sénateur Gilbert Barbier un amendement sur la transition énergétique interdisant l'installation d’une ou plusieurs éoliennes à moins de 10 kilomètres d’un monument historique sans l’accord des architectes de Bâtiments de France. L'Assemblée Nationale supprime par la suite cette disposition.
En 2020, la fédération s'oppose au développement de projets éoliens en Nouvelle Aquitaine et attaque au tribunal administratif de Bordeaux le Sraddet (schéma régional d'aménagement, de développement durable et d'égalité des territoires) de la région.

## Fonctionnement
Créée et présidée par Jean-Louis Butré (qui se présente en 2023 comme « Ingénieur Physicien Expert Énergie et ancien PDG entreprises Président de la Fédération environnement durable (1750 associations de toutes les régions de France) Président d'EPAW, plateforme européenne contre les éoliennes industrielles) », l'association lutte contre la multiplication des parcs éoliens en France. Ses adhérents sont des associations locales de lutte contre les éoliennes et des particuliers. L'association utilise diverses techniques d'influence pour peser sur la décision publique, comme l'envoi d'instructions pour réaliser des mailings en nombre auprès des élus.  
Sur le volet juridique, l’association dépose des recours en annulation pour excès de pouvoir contre la réglementation sur l’éolien : des procédures générales concernant les demandes d’autorisation ou des demandes plus ponctuelles concernant des autorisations d’éoliennes. Les actions juridiques entreprises vont de l'attaque de maires pour prise illégale d'intérêt au démantèlement d'éoliennes.

## Filmographie
- Jean-Louis Butré est intervenant dans le documentaire controversé « Éoliennes: du rêve aux réalités ».